# Баршатас
Баршатас (каз. Баршатас) — село в Аягозском районе Абайской области Казахстана. Административный центр и единственный населённый пункт Баршатасского сельского округа. Код КАТО — 633451100.
Находится на левом берегу реки Баканас, в 175 км к западу от районного центра, города Аягоз.

## История
Основано в 1932 году. С 31 декабря 1964 года по 23 июня 1997 года село являлось административным центром Чубартауского района Семипалатинской области.

## Население
В 1999 году население села составляло 3197 человек (1670 мужчин и 1527 женщин). По данным переписи 2009 года, в селе проживали 2883 человека (1403 мужчины и 1480 женщин).

## Достопримечательности
Есть минеральные источники Аулиебулак в 110 км к востоку от села.